# Rigidoporus mutabilis
Rigidoporus mutabilis är en svampart som beskrevs av I. Lindblad & Ryvarden 1999. Rigidoporus mutabilis ingår i släktet Rigidoporus och familjen Meripilaceae.   Inga underarter finns listade i Catalogue of Life.